# Pulguksza
A Pulguksza (hangul: 불국사, Pulguk templom; szó szerint „Buddha országának temploma”) Dél-Korea egyik világörökségi helyszíne. A buddhista templom a kulturális örökségvédelmi program része, az első számú a koreai „Dél-Korea történelmi látványosságai és Dél-Korea festői helyei” között. A templom a Silla királyság korában épült 751 és 774 között a Thohamszan (토함산) hegyen Kjongdzsuban. Itt található az ugyancsak UNESCO világörökség részét képező Szokkuram-barlang, valamint Dél-Korea nemzeti kincsei közül hét. A templom és a barlang a koreai buddhizmus rendkívül fontos szentélye és építészeti szempontból is jelentős. A jelenleg álló épületek nagy része rekonstrukció, csak az alapkövek és a pagodák eredetiek.

## Története

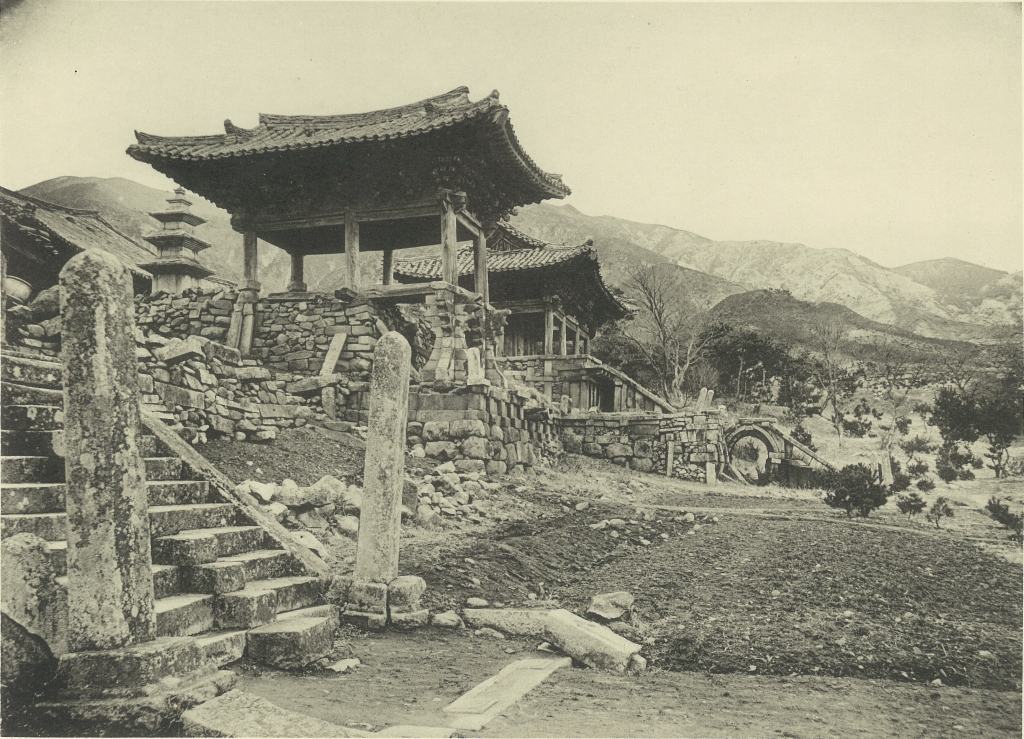
Pulguksza állapota 1914-ben, a japán hódoltság ideje alatt, a felújítások megkezdése előtt

Pulguksza helyén egy kis templom állt, amit 528-ban (más források szerint 535-ben) Pophung király (법흥왕) építtetett felesége számára Hvaompomnjusza (화엄법류사) néven. A ma látható létesítmény építését 751-ben Kim Deszong (김대성), Szongdok király (성덕왕) főminisztere rendelte el, a hagyomány szerint a szülei emlékére emeltette a templomot, ez azonban nem valószínű. A templom eredeti neve Szokpulsza (석불사) volt, azaz Kőbuddha. A maga idejében a korabeli buddhista szentélyek, mint a Hvangnjongsza (황룡사) vagy a Punhvangsza (분황사) mellett kicsinek és jelentéktelennek számított.
Az épen maradt eredeti építmények közül kiemelkedik a nemzeti kincsként számon tartott két pagoda, a Szokkathap és a Tabothap, melyek 751 körül épültek. Mindkettő felépítése a kor faépületeinek struktúráját követi.
A templommal egyidőben kezdték el kialakítani a Pulguksza mögött 750 méter magasan lévő Szokkuram-barlangot, ami nem valódi barlang, hanem gránittömbökből alakították ki, majd földet hordtak rá.
1592-ben a Tojotomi Hidejosi-indította japán invázióban a templom faépületeit porig égették és a kincseket elrabolták. A 20. század elején részlegesen helyreállították, majd Pak Csong Hi elnökségének idején, az 1960-70-es években teljesen helyreállították.

## Jellemzői

Pulguksza térképe

Pulguksza eredetileg egy több mint 80 épületből álló komplexum volt, ma már ennek csak a tizede áll, azok is jórészt rekonstrukciók, csak a kőalapok, a kőpagodák és a kőlépcsők eredetiek. A színes Teungdzson (대웅전) a templom egyik fontos épülete, itt található a Sakjamuni Buddha aranyozott bronzszobra, mely 1765-ből származik. A csarnok udvarában áll a Szokkathap és a Tabothap pagoda. A Kungnakcson (긍낙전) csarnokban Pulguksza aranyozott Amitábha szobra található, ami Dél-Korea 27. nemzeti kincse. Az épen maradt épületek közül a legnagyobb a Muszoldzson (무설전) oktatócsarnok, melynek szó szerinti jelentése „nincs lecke”, azaz az igazságot nem lehet előadások (emberi szavak) keretében megismerni. A Pirodzson (비로전) csarnok őrzi Korea 26. nemzeti kincsét, egy aranyozott Vairócsana szobrot.

## Műemlékek és műtárgyak

### Nemzeti kincsek

#### Pagodák
Dél-Korea 20. és 21. nemzeti kincse a Tabothap („Kincsek pagodája”)  és a Szokkathap („Sakjamuni pagoda”), két kőpagoda, melyek a Teungdzson csarnok udvarában állnak egymással szemben, keleten a Tabothap, nyugaton a Szokkathap. Mindkettő 10,4 méter magas és egyidős, de eltérő alakú és kidolgozottságú. 751 körül készülhettek. A feljegyzések szerint a templomot építtető Kim Deszong a szülei számára emeltette őket, a Tabothap aprólékosan díszített, a Szokkathap letisztultabb, egyszerűbb formavilágú. 1966-ban, a felújítási munkálatok közepette a Szokkathap belsejében megtalálták a dháraní szútra egy változatát, melyet fa nyomódúccal nyomtak eperfa papírtekercsre valamikor a 8. század elején. Ez a legrégebbi ismert nyomott szútra.

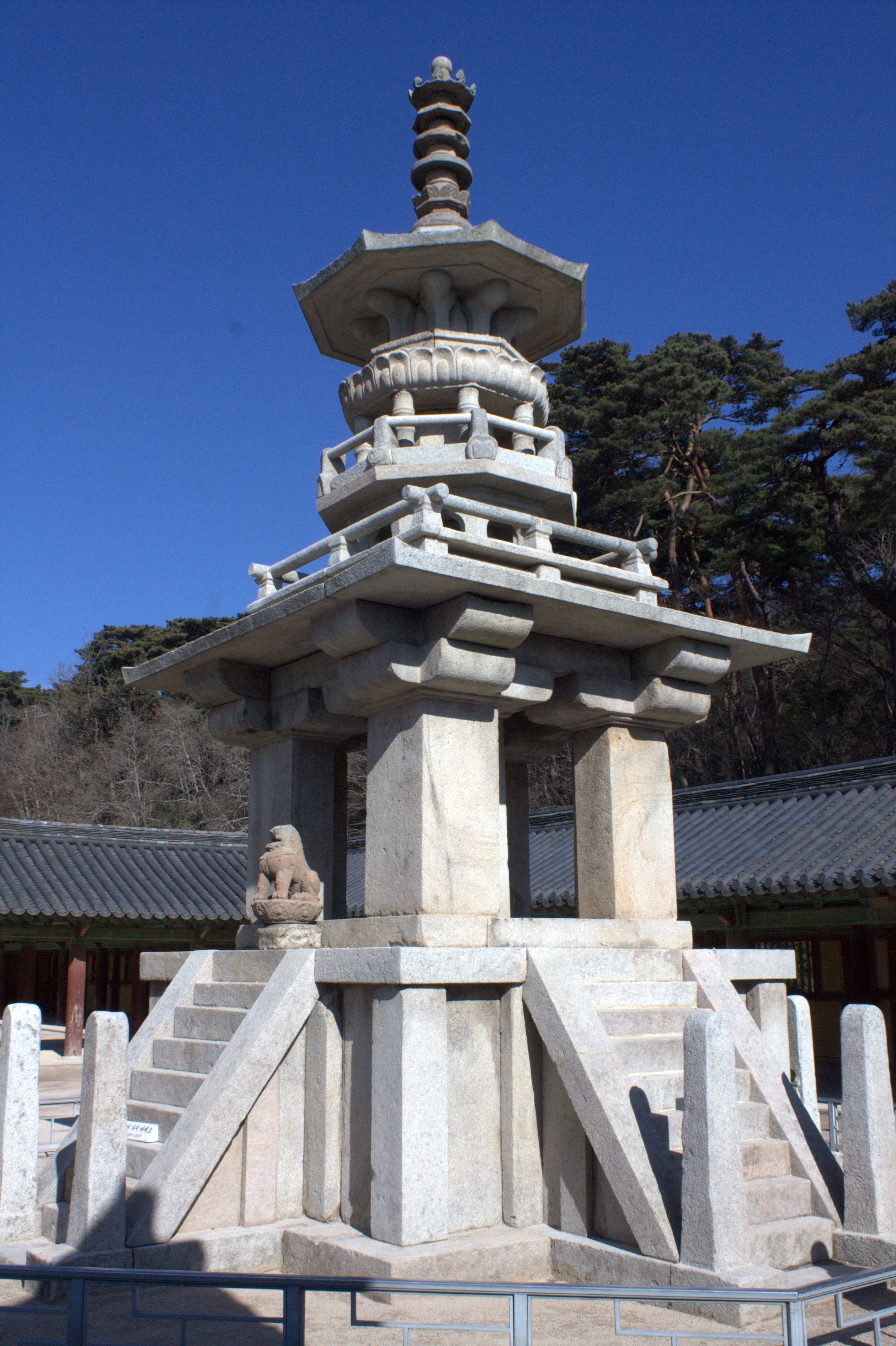
Tabothap
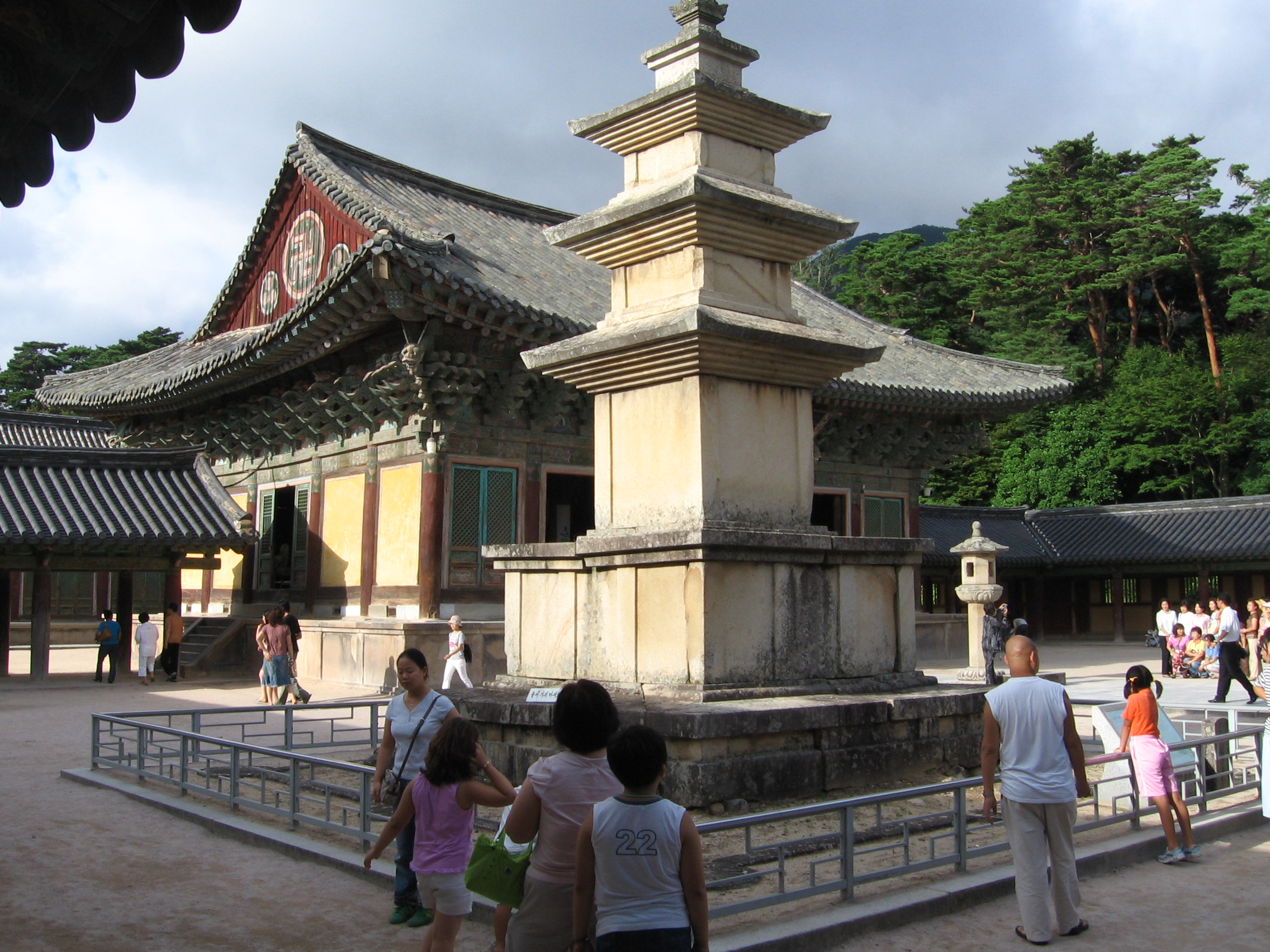
Szokkathap

#### Hidak

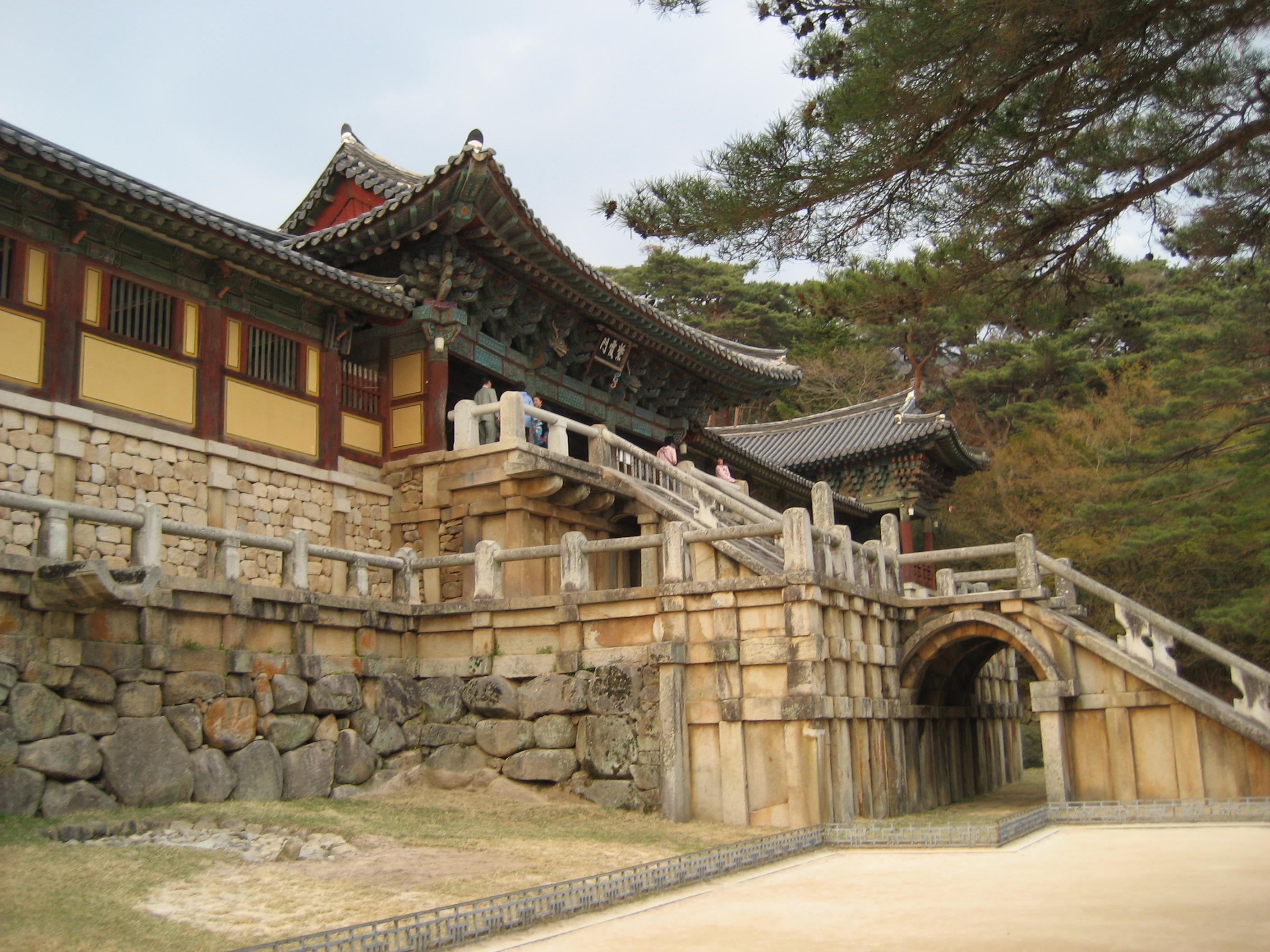
A Kék és Fehér felhő hidak

A templom négy hídját is nemzeti kinccsé nyilvánították 1962-ben. Ezek valójában két lépcső alsó és felső részeit takarják. Azért hívják őket hídnak, mert szimbolikusan a földi világból Buddha világába, azaz Pulgukszába vezetnek. A lépcsők kőtömbökből készültek, alsó és felső részüket boltíves talapzat köti össze, 45 fokos szögben épültek és balusztráddal szegélyezettek. 750-ben épültek.
A Teungdzson csarnokhoz vezető, keleti lépcsők neve Kék felhő híd és Fehér felhő híd, míg a nyugati lépcsők, a Lótuszvirág híd és a Hét szerencse hídja a Kungnakcson csarnokhoz vezetnek. A keleti lépcsők 33 fokból állnak, ami a buddhizmus 33 mennyországát szimbolizálja, a nyugati 18 lépcsőfokból áll, a Lótuszvirág híd 10, a Hét szerencse hídja 8 fokos. A Lótuszvirág híd lépcsőit lótuszmotívumok díszítették, ezek azonban az idők folyamán a lépcsők gyakori használata miatt elkoptak.
A hidakra ma már nem lehet rálépni, állaguk megőrzése érdekében.

#### Buddha-szobrok
A 26. nemzeti kincsként felvett aranyozott bronz Vairócsana szobrot a Pirodzson (비로전) csarnok őrzi. A szobor 1,77 méter magas, valószínűleg a 9. században készült. A Kungnakcson (긍낙전) csarnokban található a 27. nemzeti kincsként definiált Amitábha szobor, mely ugyancsak aranyozott bronzból készült. Az 1,66 méter magas szobor a 8. század végén, a 9. század elején készülhetett.

### Kincsek
A Muszoldzson (무설전) csarnokban álló sztúpát (사리탑, Szarithap) 1963-ban nyilvánították kinccsé, 61-ként. A korai Korjo korból származó kőemlékmű a legendák szerint vagy nyolc buddhista szerzetes ereklyéinek tárolására készült, vagy pedig egy férjét gyászoló királynőnek. 1906-ban a japán megszállás idején a sztúpa Tokióba került.

## Képek

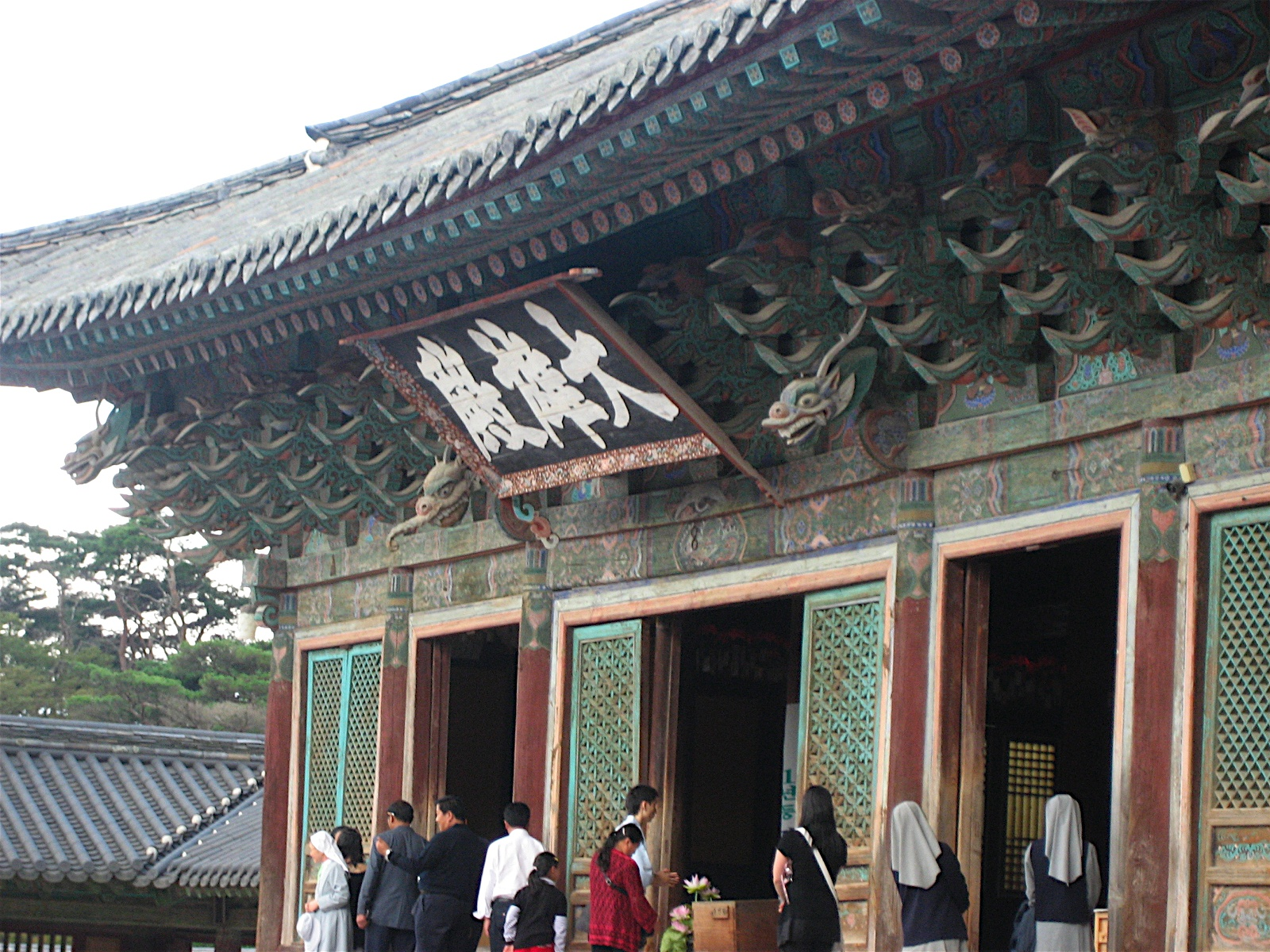
Teungdzson
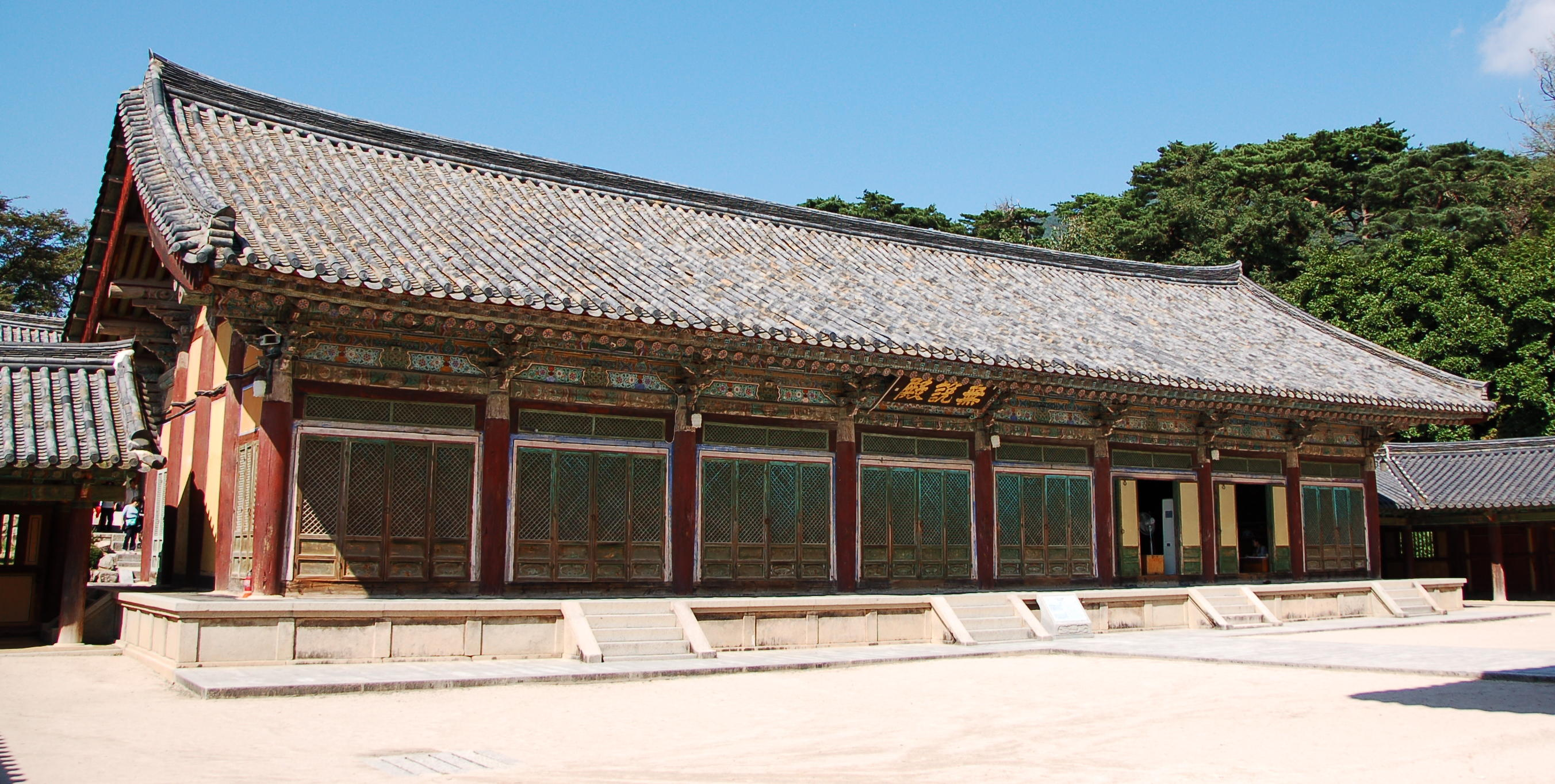
Muszoldzson
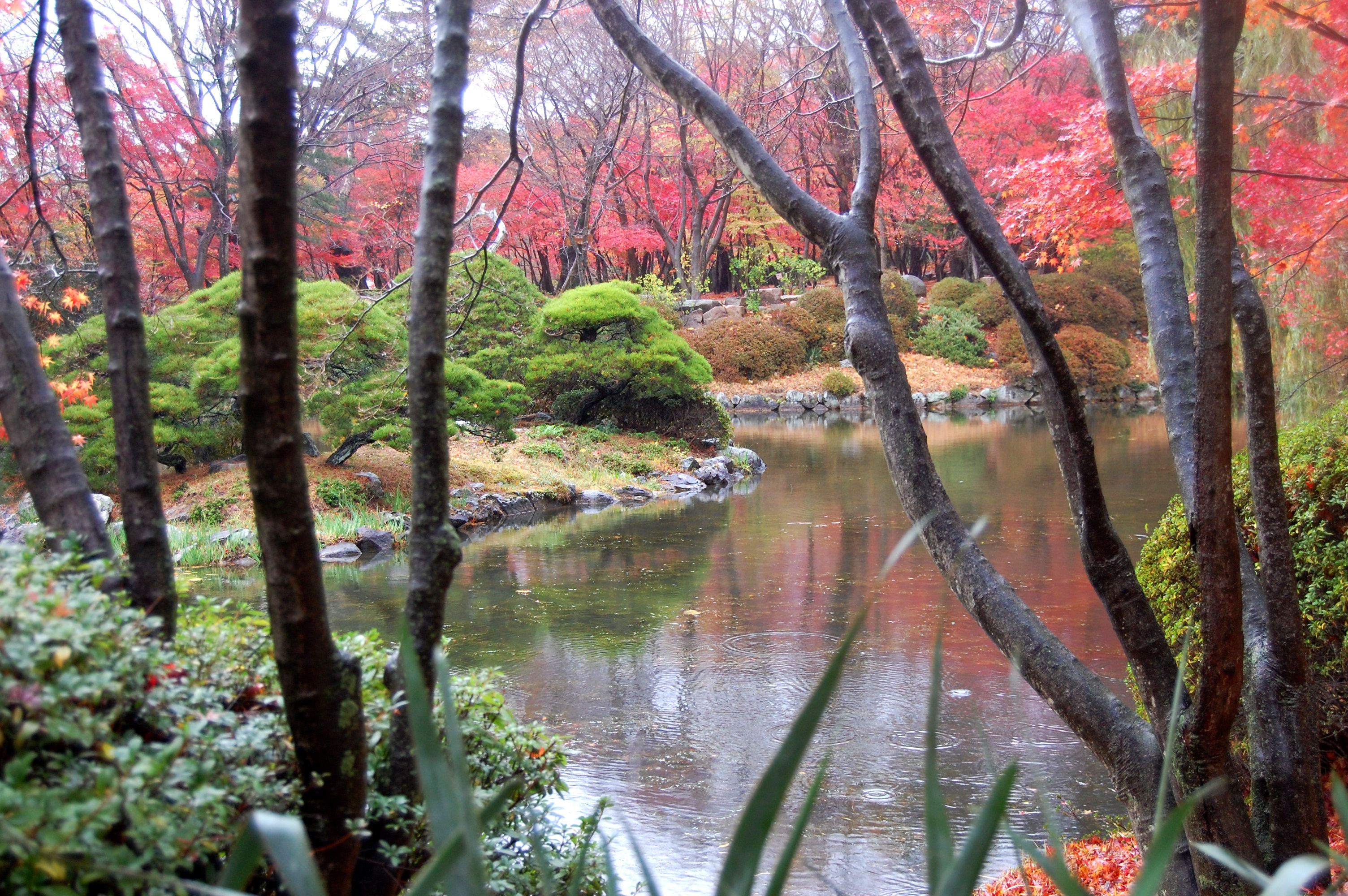
Őszi táj a templomkerti tónál
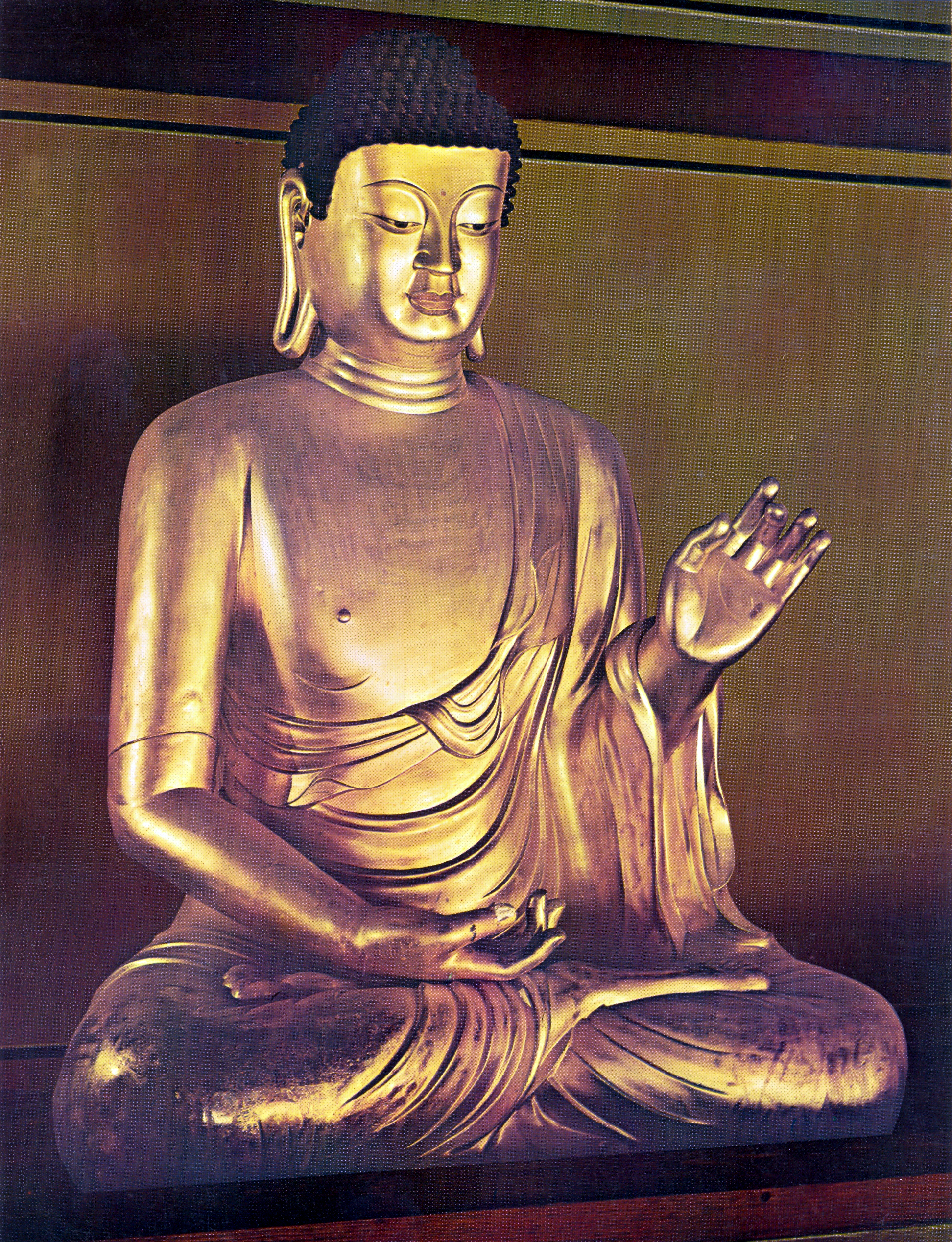
Az Amitábha szobor
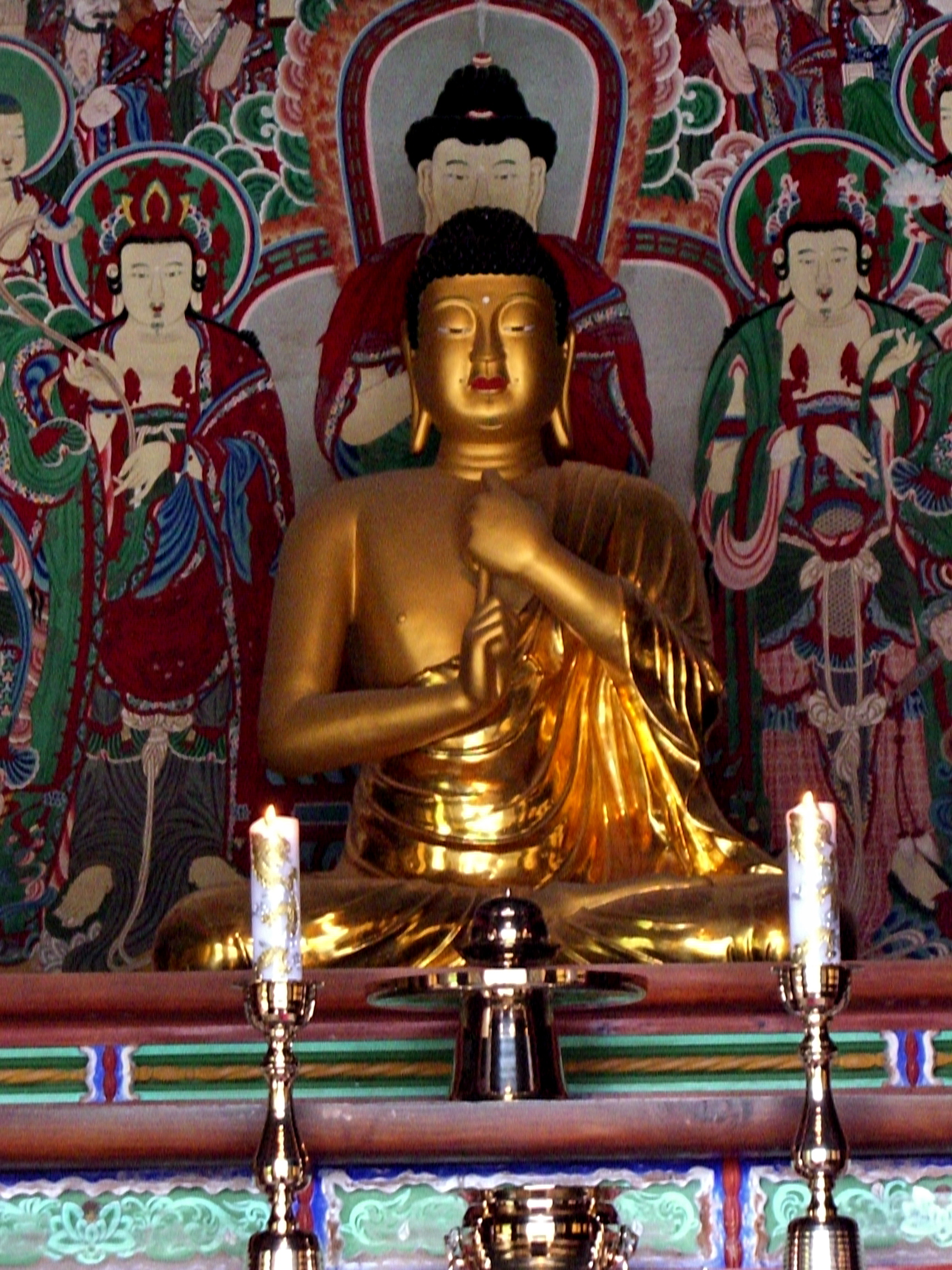
A Vairócsana szobor
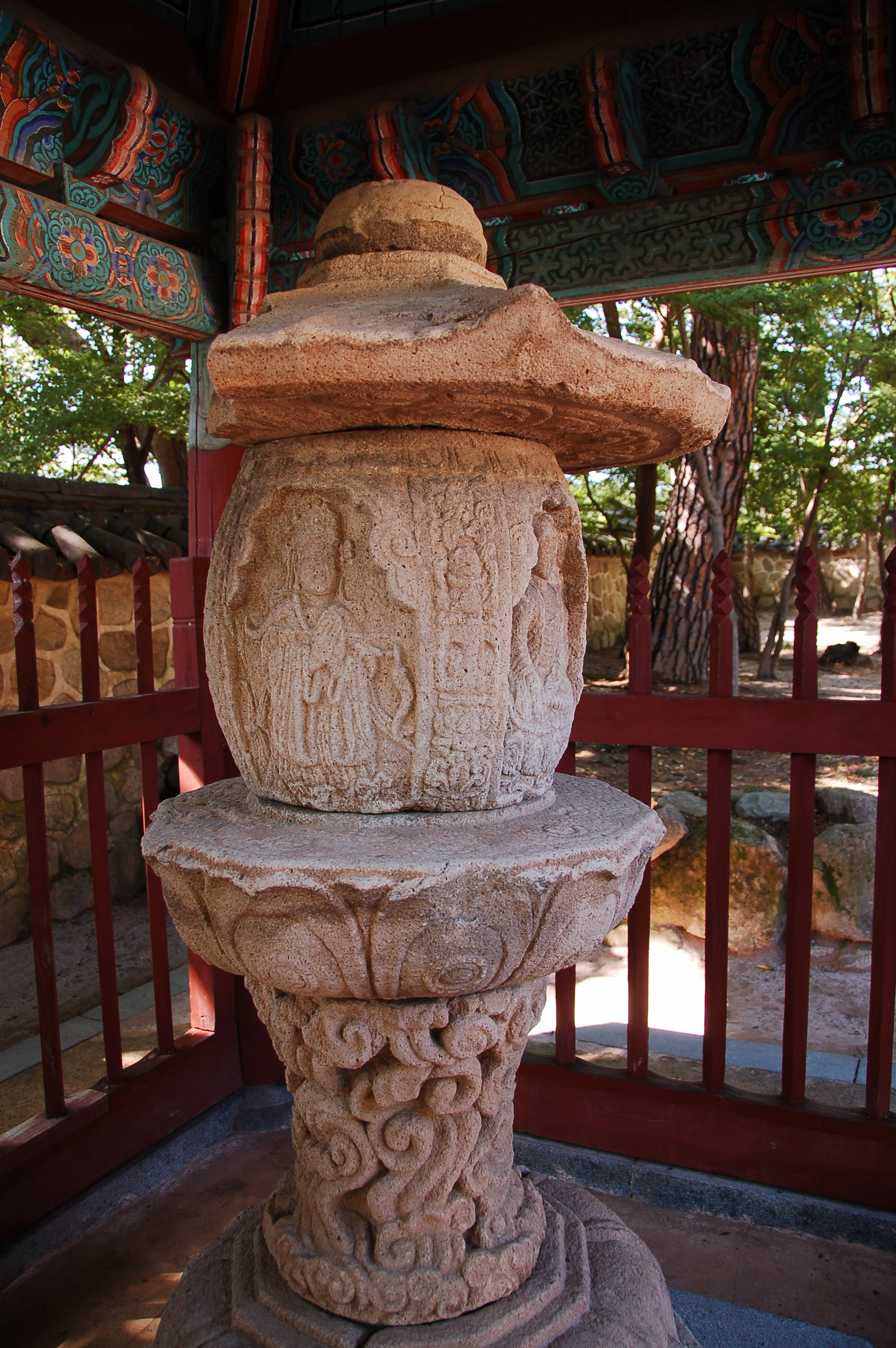
A Szarithap sztúpa